# هندریک ولزکه
هندریک ولزکه (انگلیسی: Hendrik Völzke؛ زادهٔ ۲۲ مارس ۱۹۷۵) بازیکن فوتبال اهل آلمان است.
از باشگاه‌هایی که در آن بازی کرده‌است می‌توان به باشگاه ورزشی وردر برمن اشاره کرد.